# D-arabinitolo deidrogenasi (NADP+)
La D-arabinitolo deidrogenasi (NADP+) è un enzima appartenente alla classe delle ossidoreduttasi, che catalizza la seguente reazione:
(1) D-arabinitolo + NADP+ ⇄ D-xilulosio + NADPH + H+
(2) D-arabinitolo + NADP+ ⇄ D-ribulosio + NADPH + H+
L'enzima, evidenziato nel fungo della ruggine Uromyces fabae, è in grado di utilizzare D-arabinitolo e D-mannitolo come substrati della reazione diretta, e D-xilulosio, D-ribulosio e (meno frequentemente) D-fruttosio come substrati della reazione inversa. L'enzima è in grado di svolgere anche le attività della D-arabinitolo 4-deidrogenasi e della D-arabinitolo 2-deidrogenasi. A differenza di tali enzimi, tuttavia, la D-arabinitolo deidrogenasi (NADP+) si serve di NADP+ e non di NAD+ come cofattore. Il D-arabinitol è utilizzato da tale fungo per combattere i meccanismi di difesa delle piante costituiti da specie reattive dell'ossigeno (ROS).